# Джанфранко Теренці
Джанфранко Теренці (італ. Gianfranco Terenzi; 2 січня 1941, Сан-Марино, Сан-Марино — 20 травня 2020) — політик Сан-Марино, член Християнсько-демократичної партії.
Чотири рази займав посаду капітана-регента Сан-Марино: з 1 жовтня 1987 року по 1 квітня 1988 року разом з Россано Дзафферані, з 1 жовтня 2000 року по 1 квітня 2001 року разом з Енцо Коломбіні, з 1 квітня по 1 жовтня 2006 року разом з Лоріс Франчіні і з 1 жовтня 2014 року по 1 квітня 2015 року разом з Гуерріно Дзанотті.

## Кар'єра
Джанфранко Теренці народився в столиці Сан-Марино. Є професійним політиком, член провідної Християнсько-демократичної партії. Вперше був обраний капітаном-регентом Сан-Марино в літньому віці.

## Нагороди
- Кавалер золотого ланцюга ордена Пія IX (16 березня 2015)[5]